# 中村座

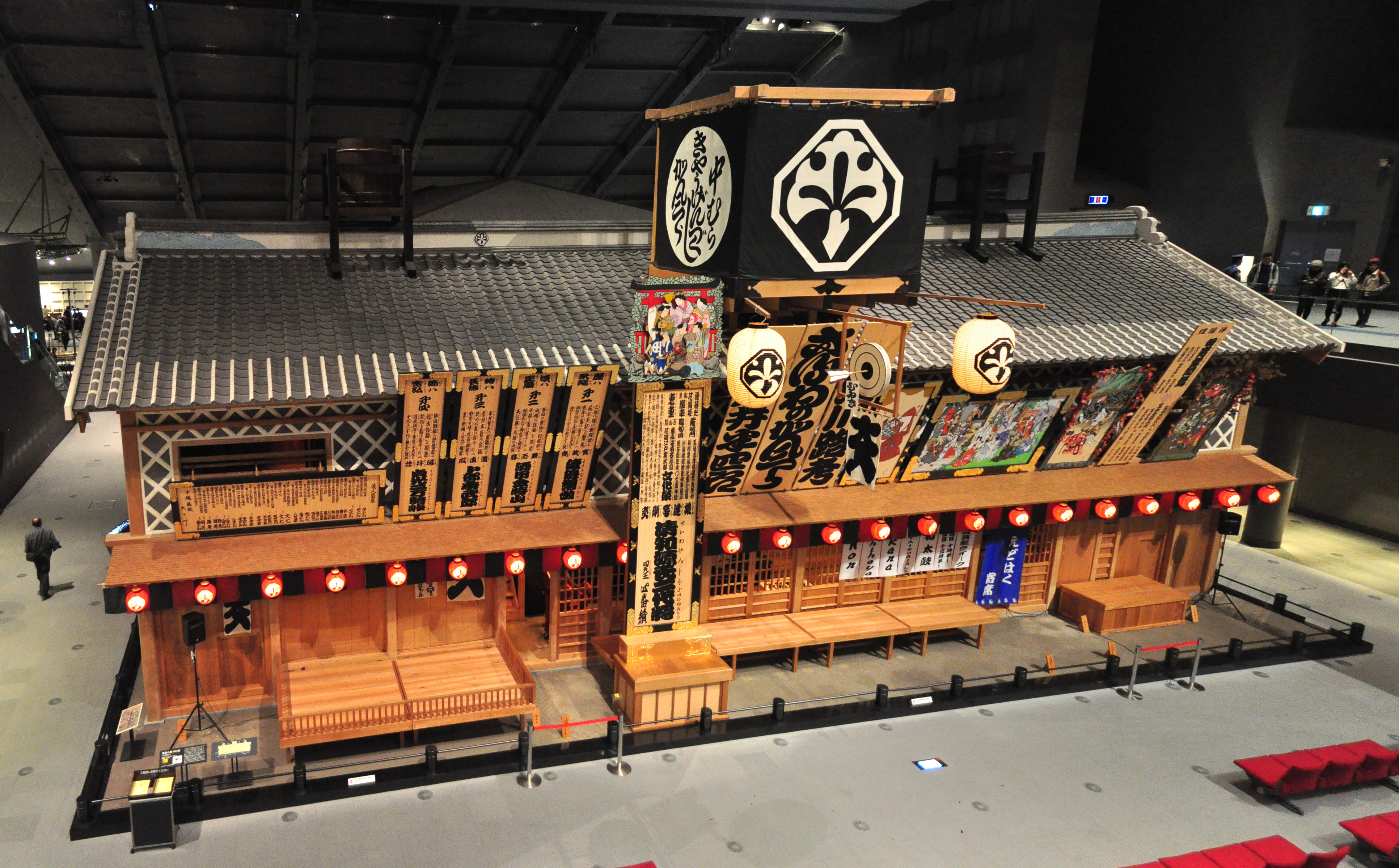
復元された中村座（江戸東京博物館）

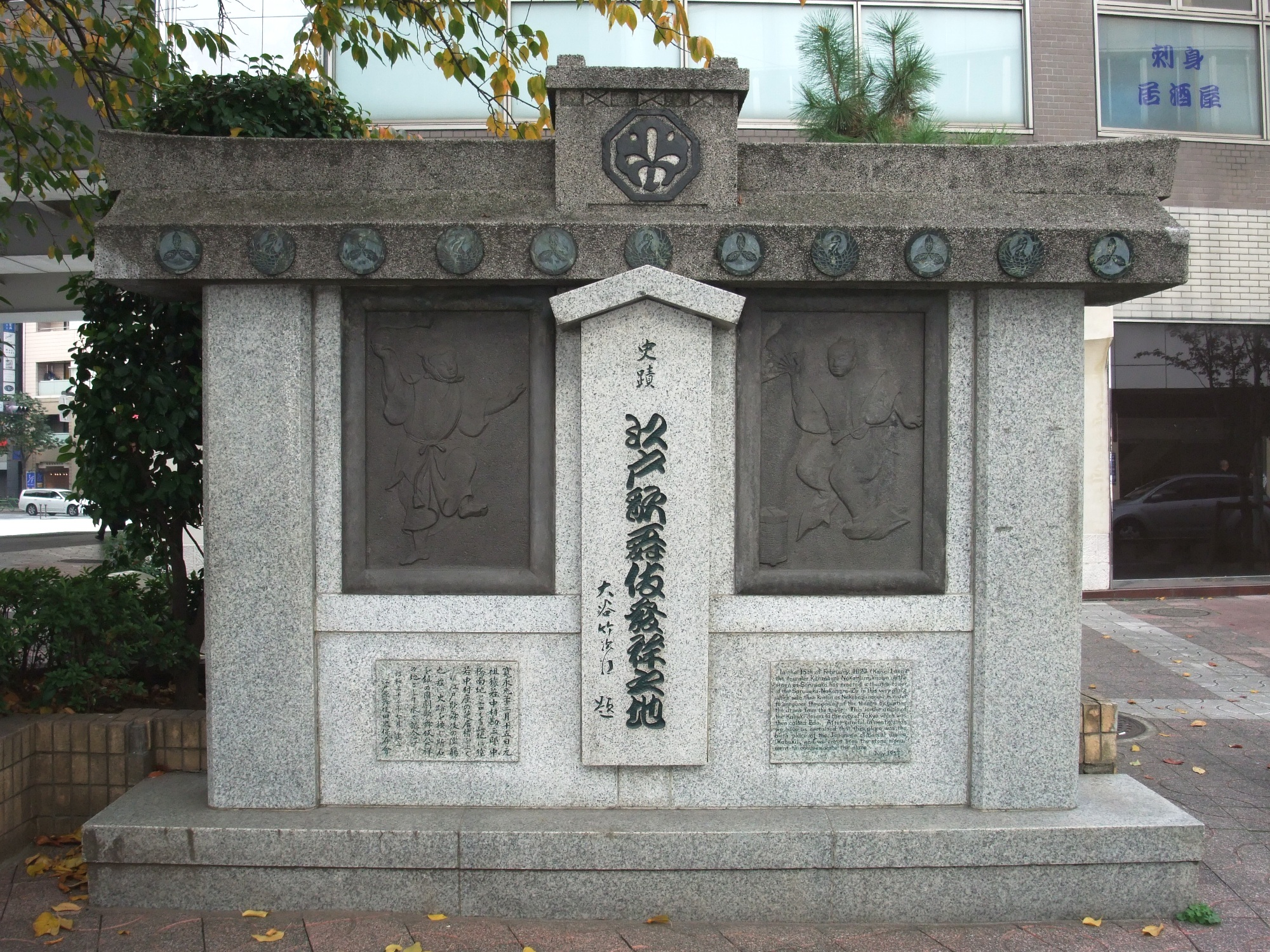
江戸歌舞伎発祥の地碑（東京都中央区京橋）

中村座の定式幕

中村座（なかむらざ）は、江戸にあった歌舞伎劇場で江戸三座のひとつ。座元は中村勘三郎代々。控櫓は都座。

## 解説
1624年（寛永元年）、猿若勘三郎（初代中村勘三郎）が江戸の中橋南地（現在の京橋の辺り）に創設したもので、これが江戸歌舞伎の始まりである。当初猿若座と称し、その後、中村座と改称された。1632年（寛永9年）、江戸城に近いという理由で中橋から禰宜町（現在の日本橋堀留町2丁目あたり）へ移転、1651年（慶安4年）には堺町（現在の日本橋人形町3丁目、北緯35度41分12.3秒 東経139度46分52秒）へ移転した。
1841年（天保12年）10月7日、中村座からの出火により葺屋町の市村座ともに焼失、同年12月、天保の改革によって浅草聖天町（現在の台東区浅草6丁目、北緯35度42分57.5秒 東経139度48分2.2秒）へ移転させられた。この地には歌舞伎3座を含む5つの芝居小屋が集められ、町名は初代勘三郎に因んで猿若町と命名された。
1873年（明治8年）に時の座元である十三代目中村勘三郎が負債に耐えかねて引退し中村座は人手に渡り、1884年（明治17年）11月、浅草西鳥越町（現在の台東区鳥越1丁目）へ移転し、猿若座と改称されたが、1893年（明治26年）1月の火災で焼失した後は再建されずに廃座となった。
中村座の定式幕は、左から「黒」「白」「柿色」の引き幕だった。「白」の使用は中村座に限って幕府から特別に許された色であった。現在は十八代目中村勘三郎の襲名興行や平成中村座の公演などで使用されている。
江戸東京博物館には中村座の正面部分が原寸大で復元されている。

## 鼠小僧次郎吉
松林伯圓作の『緑林五漢録』や河竹黙阿弥作の『鼠小紋東君新形』などで知られる鼠小僧次郎吉は実在の人物で、堺町時代の中村座に出入りする便利屋の息子だったとされる。
次郎吉の自白調書とされる「鼠賊白状記」（内閣文庫所蔵）では次のようにその生い立ちが語られている。

私儀新和泉町嘉兵衛店ヘ歌舞伎芝居出方稼致シ候貞次郎倅ニテ同人ハ四年以前丑年病死イタシ私儀幼年ノ節ヨリ木具職ノ者方ヘ弟子奉公ニ参リ居リ拾六歳ノ節親元ヘ立帰り夫ヨリ同職ノ者方ヘ被雇又ハ所々御武家方鳶ノ者部屋等ヘ入込鳶ノ者代リ等イタシ歩行候

なお、『鼠小紋東君新形』は『鼠小紋菊重扇染』と改題の上、中村座でも上演されている（明治2年2月）。主役の稲葉幸蔵こと鼠小僧次郎吉を演じたのは五代目尾上菊五郎。